# Jennifer Flavin
Jennifer Lee Flavin Stallone (* 14. August 1968 in Los Angeles, Kalifornien, Vereinigte Staaten als Jennifer Lee Flavin) ist ein US-amerikanisches Model und Unternehmerin. Sie ist die Ehefrau des Schauspielers Sylvester Stallone.

## Leben und Karriere

### Frühe Jahre und Karriere
Jennifer Flavin wurde in Los Angeles, Kalifornien, geboren und wuchs in West Hills, einem Stadtteil von Los Angeles, auf. Sie ist eines von sieben Kindern. Sie hat vier Brüder (Tom, Pat, Shannon und Mitch) und zwei Schwestern. Sie war 11 Jahre alt, als ihre Mutter Witwe wurde und alle sieben Flavin-Kinder alleine großziehen musste.
Sie machte ihren Abschluss an der El Camino Real High School in Woodland Hills, einem anderen Bezirk von Los Angeles, und begann dann im Alter von 19 Jahren für die Elite Modeling Agency zu modeln. Danach trat sie als sie selbst in Reality-Shows auf, darunter Good Day Live, American Gladiators und The Contender – eine Reality-TV-Serie über Boxer, in der auch Stallone mitspielte. Außerdem hatte sie 1990 einen kurzen Auftritt im Film Rocky V.
Derzeit ist sie Miteigentümerin von Serious Skin Care, einem Unternehmen, das Schönheitsbehandlungen und Kosmetika über das Homeshopping-Netzwerk ShopHQ verkauft.

### Privatleben
1988 lernte Flavin Sylvester Stallone in einem Restaurant in Beverly Hills in Kalifornien kennen. Die beiden führten eine Beziehung bis 1994, als Stallone ihr einen Brief schrieb, in dem er ihr mitteilte, dass er eine Affäre mit dem Model Janice Dickinson habe und der Vater ihrer kleinen Tochter sei. Nachdem DNA-Tests jedoch gezeigt hatten, dass er nicht der Vater war, endete die Beziehung.
Flavin versöhnte sich 1995 mit Stallone. Sie heirateten am 17. Mai 1997 in einer standesamtlichen Zeremonie im Dorchester Hotel in London, gefolgt von einer Zeremonie in der Kapelle im Blenheim Palace in Oxfordshire. Sie haben drei Töchter, darunter die Schauspielerin und Model Sistine Rose Stallone.
Am 19. August 2022 reichte Flavin im Bundesstaat Florida die Scheidung von Stallone ein. Am 23. September gaben Flavin und Stallone jedoch bekannt, dass sie sich versöhnt hätten.

## Filmografie
- 1990: Bar Girls (Fernsehfilm)
- 1990: Rocky V

### Archivaufnahmen
- 2005: True Hollywood Story (Fernsehserie, 1 Folge)
- 2022: Dish Nation (Fernsehserie, 1 Folge)
- 2022: Extra (Fernsehserie, 2 Folgen)
- 2016–2022: Entertainment Tonight (Fernsehserie, 11 Folgen)